# 箱根登山鉄道3000形電車
箱根登山鉄道3000形電車（はこねとざんてつどう3000けいでんしゃ）は、小田急箱根（旧：箱根登山鉄道）が2014年（平成26年）11月1日から運用している旅客用電車である。
本項では2両編成の箱根登山鉄道3100形電車（はこねとざんてつどう3100がたでんしゃ）についても記述する。
本項では、1000形については「ベルニナ号」、2000形については「サン・モリッツ号」、本形式については「アレグラ号」と表記する。また、本文中で車両の向きについて「強羅側」「箱根湯本側」とした場合は、箱根湯本駅と出山信号場の間における向きを基準とする。

## 概要
箱根登山鉄道では初となるVVVFインバータ制御を採用し、すでに登場している「サン・モリッツ号」と連結することによって、繁忙期には全列車を3両編成とするために登場した車両である。姉妹鉄道提携を結んでいるレーティッシュ鉄道が走っているスイスにちなんで、スイスで使用されているロマンシュ語の挨拶から「アレグラ号」という愛称が設定され、2015年5月21日付で「鉄道友の会」のローレル賞を受賞した。

### 登場の経緯
箱根登山鉄道では鉄道線の輸送力増強のために、1993年7月から3両編成での運行を開始していたが、その後も多客時には電車に乗るのに1時間近く待つことがあるほどの混雑となることがあった。その後、1997年6月17日付で「サン・モリッツ号」の第3編成（クモハ2005+モハ2203+クモハ2006）が増備されたあとには車両の増備はなかったため、全列車での3両編成運用は出来ず、混雑時にも2両編成が運用されることになり、利用者からは不評であった。その後も新車導入の検討は行われたものの、車両に対する大型投資は行われなかった。2004年に「ベルニナ号」の冷房化改造が行われた時には、可能な限り出費を抑えるという観点から、大容量の電源装置を装備する「サン・モリッツ号」の中間車を連結することによって冷房用の電源を確保することにしており、車両数は変わらなかったため、2両編成の列車が残ることになった。
その後、2012年5月に箱根登山鉄道・箱根ロープウェイ・箱根観光船・箱根施設開発の4社が発表した大型投資の計画には、「繁忙期には全列車を3両編成とするための新型電車を製造する」ことが盛り込まれた。また、新型電車のデザインは、小田急ロマンスカー50000形VSE・60000形MSEのデザインに携わった岡部憲明が担当することとなり、2013年6月にはデザインも決定した。
こうして、2両で約8億円を投じ、箱根登山鉄道の鉄道線では25年ぶりとなる新型車両として登場したのが3000形「アレグラ号」である。
モハ1形は製造から100年が迫り、車体の鋼体化から65年以上が経過していることから老朽化が著しく、モハ1形の置き換えを必要としていた。このため、2両編成の3100形「アレグラ号」が登場した。

## 車両概説
本節では、登場当時の仕様を記述する。変更については沿革で後述する。

### 車体
車体長14,130mm・全長14,660mmで、車体幅2,568mm・全幅2,574mmの全金属製車体である。車体構造は、後述するように一般的な車両よりも開口部が大きいため、柱や梁に使用されている部材を厚くすることにより車体強度を確保した張殻構造である。床面の高さは軌条面から1,128mmである。
後述する急曲線での撤水と、火山性硫黄ガスの影響による車体の腐食防止対策として、箱根登山鉄道の車両としては初採用となるステンレス構体とし、枕梁部分と前面部分のみ耐候性鋼板を使用している。車体のデザインコンセプトを「伝統と現代性を併せ持ち、箱根の風景に溶け込むデザイン」としており、また観光車両らしさを表現するため、車体全面に塗装を施した。
車両の四方から箱根の自然景観を車内から見ることが出来るように、前面ガラスは大型ガラスを採用したほか、側面窓についても可能な限り大型化した。先頭部分の乗務員直後の客室を景観を楽しめる「展望ゾーン」として、高さ1,695mmの大型窓ガラスを側面に配置したほか、開放感を客室と乗務員室の仕切り窓も大型化した上で、乗務員室の天井は客室より高くした。また、車両中央部はゆったりと車窓を楽しむための「クロスシートゾーン」として、高さ1,200mm・幅1,350mmのスパイラルバランサーつき1段下降窓とし、開口部の高さは450mmとした。側面のガラスは車窓の景色をさえぎらないようにすべて透明ガラスを使用しており、展望窓には熱線入りの防曇ガラスを、客用扉の窓には複層ガラスを使用することによって、湿度の高い時期においても車窓からの景色を楽しめるようにした。
車体の色は、「箱根の自然にもマッチする日本の伝統色」として、深い緋色や茜色をベースとした「バーミリオンはこね」 (Vermillion Hakone) という名称の色を基本色とし、前面と側面にはメカニカルな印象を持たせるためシルバーを配し、側面窓は大きな開口部を強調するために側窓と側窓の間はダークグレーとしたほか、車体下部には車体が床下機器から浮き上がるような雰囲気を出すために白を配した。
行先表示器はフルカラーLED式の表示器を前面と側面に設置し、英語と日本語の併記表示とした。

### 内装

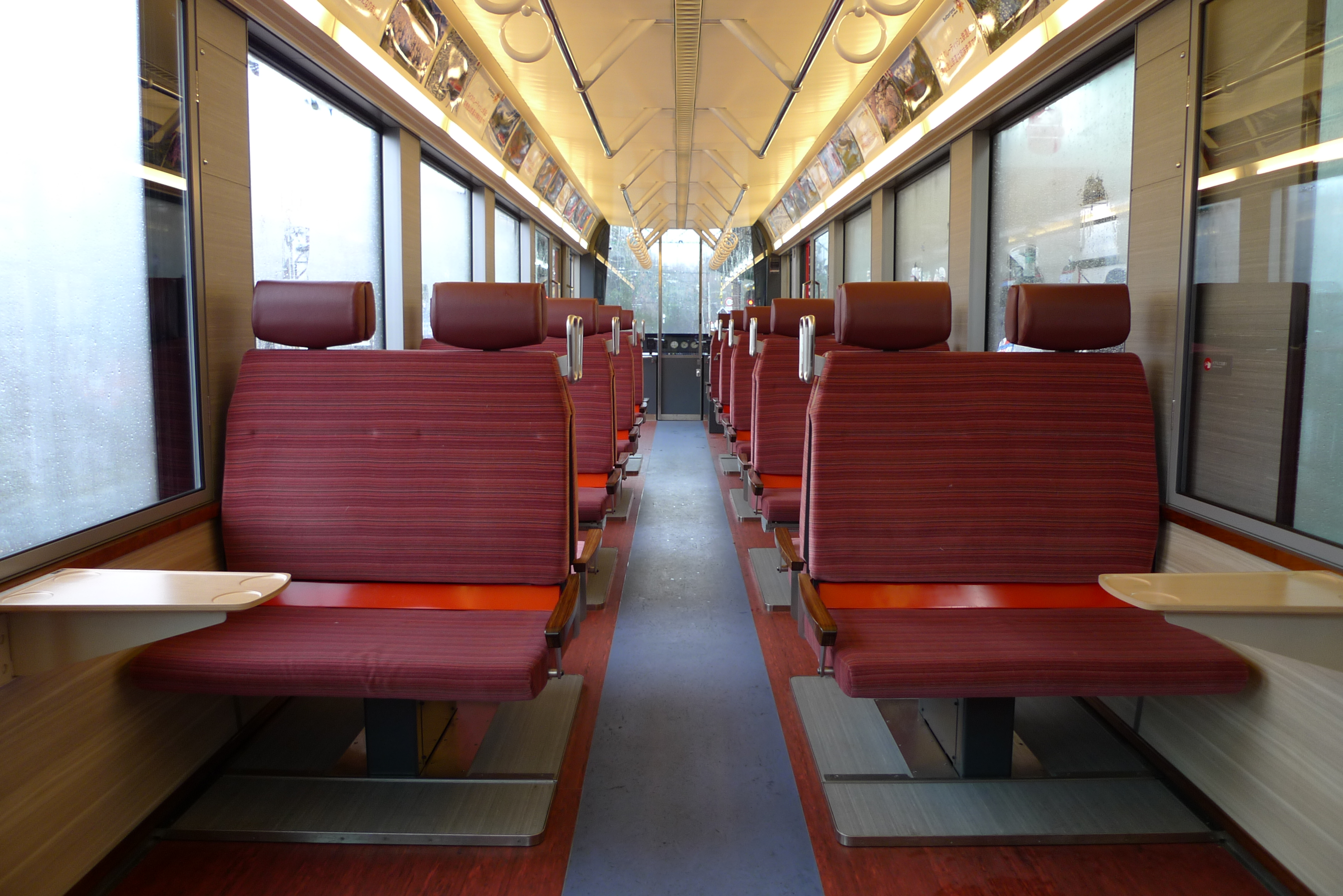
車内全景

景色を楽しむ車両であるため、内装は過度な装飾は控えられ、車内全体に落ち着いたやさしい雰囲気を醸成することをねらった。
室内の照明には電球色の発光ダイオード (LED) を採用したほか、天井や窓上部分はホワイトを基調とし、窓下部分の側壁や座席は木目調とした。
座席はすべてクロスシート（ボックスシート）とした。「クロスシートゾーン」には6組のボックスシート(シートピッチ1640mm)が設けられ、通路側の肘掛と窓枠下部には強化木材を使用したほか、窓側にはカップホルダーを設けた強化木材製の大型テーブルを設置した。座席のモケットは赤系統の色を基調とした。また、窓を大型化したことに伴い、窓上の荷物棚は設置せず、座席下に床から一段高くした荷物置き場を設けた。
客用扉付近と強羅側の「展望ゾーン」の座席については折りたたみの出来る構造とし、最繁忙期には折りたたむ事により立席定員を増加させることによって、混雑緩和を図ることとした。強羅側の「展望ゾーン」には車椅子スペースを設けたほか、箱根湯本側の「展望ゾーン」には優先座席と腰掛つきの手すりを設けた。

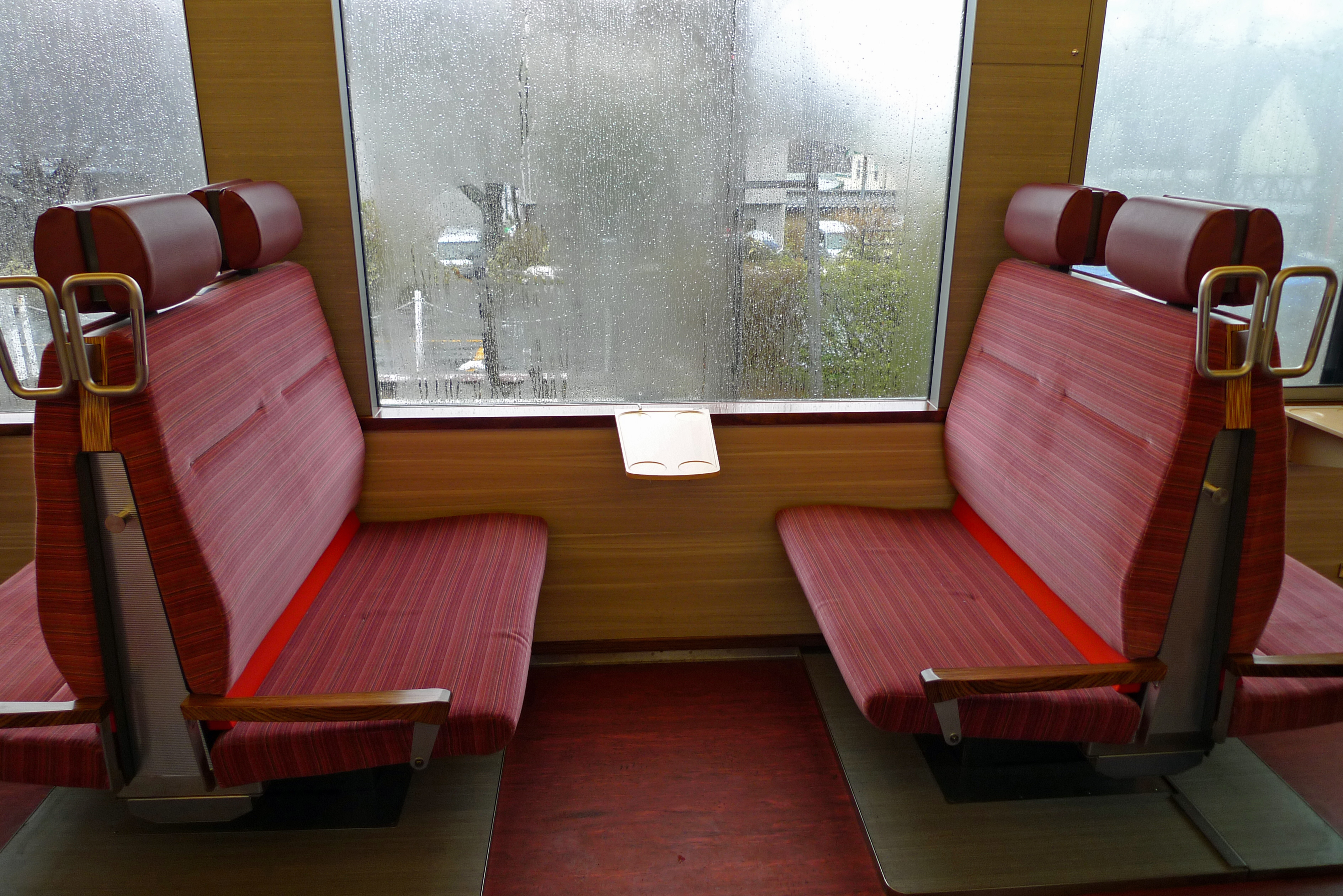
ボックスシート
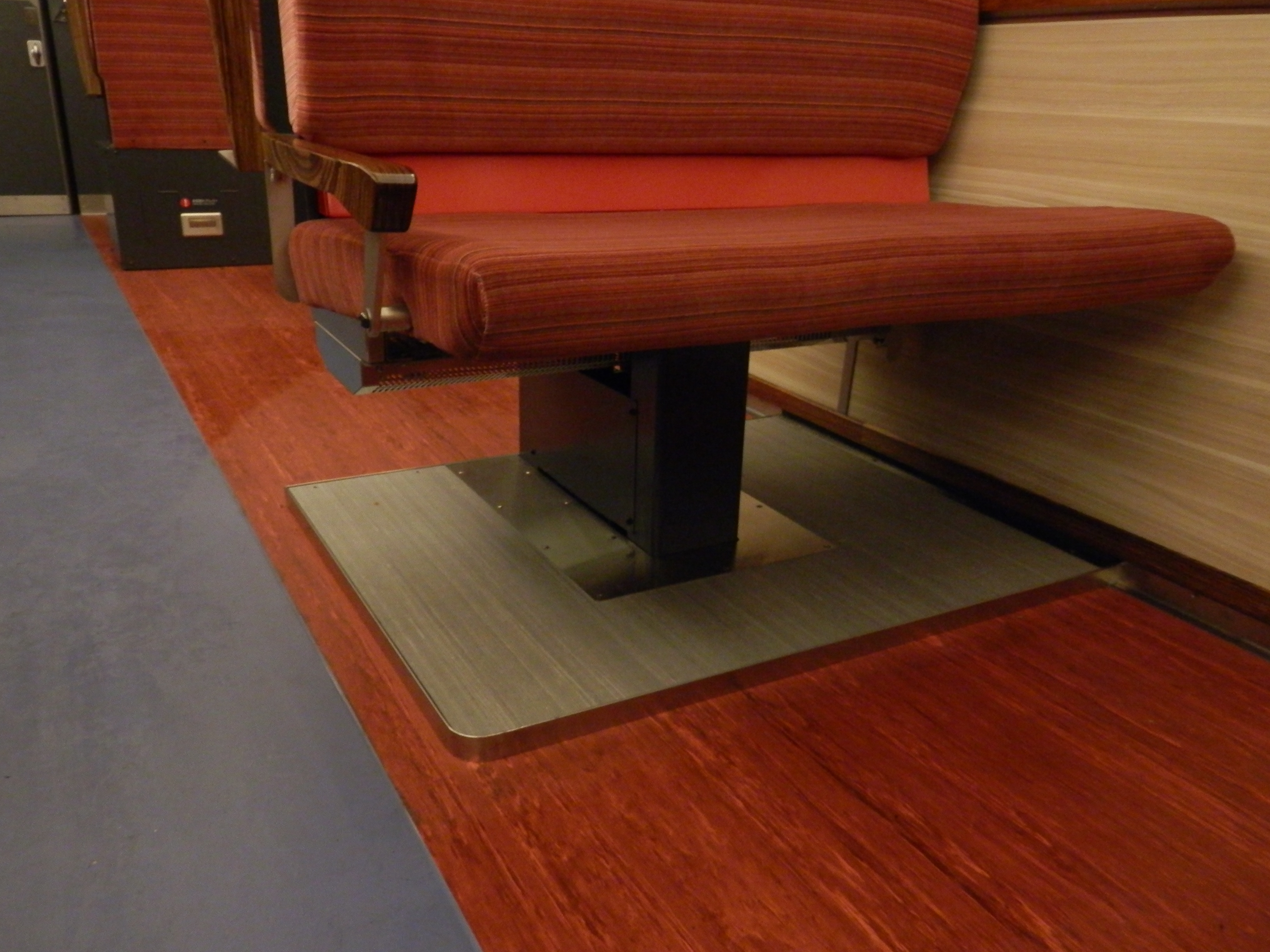
座席下に床から一段高くした荷物置き場を設置
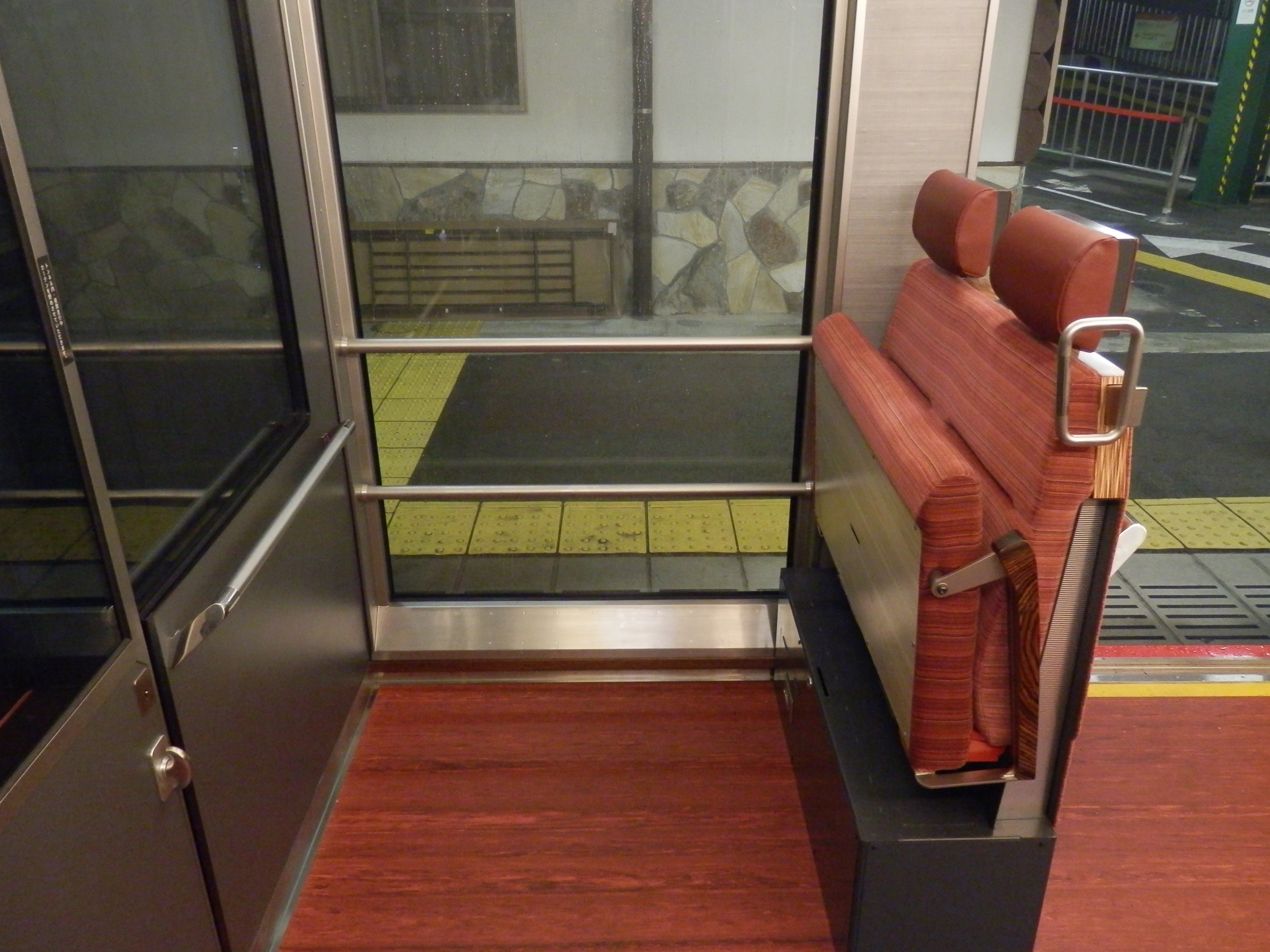
強羅側「展望ゾーン」の折りたたみ式座席
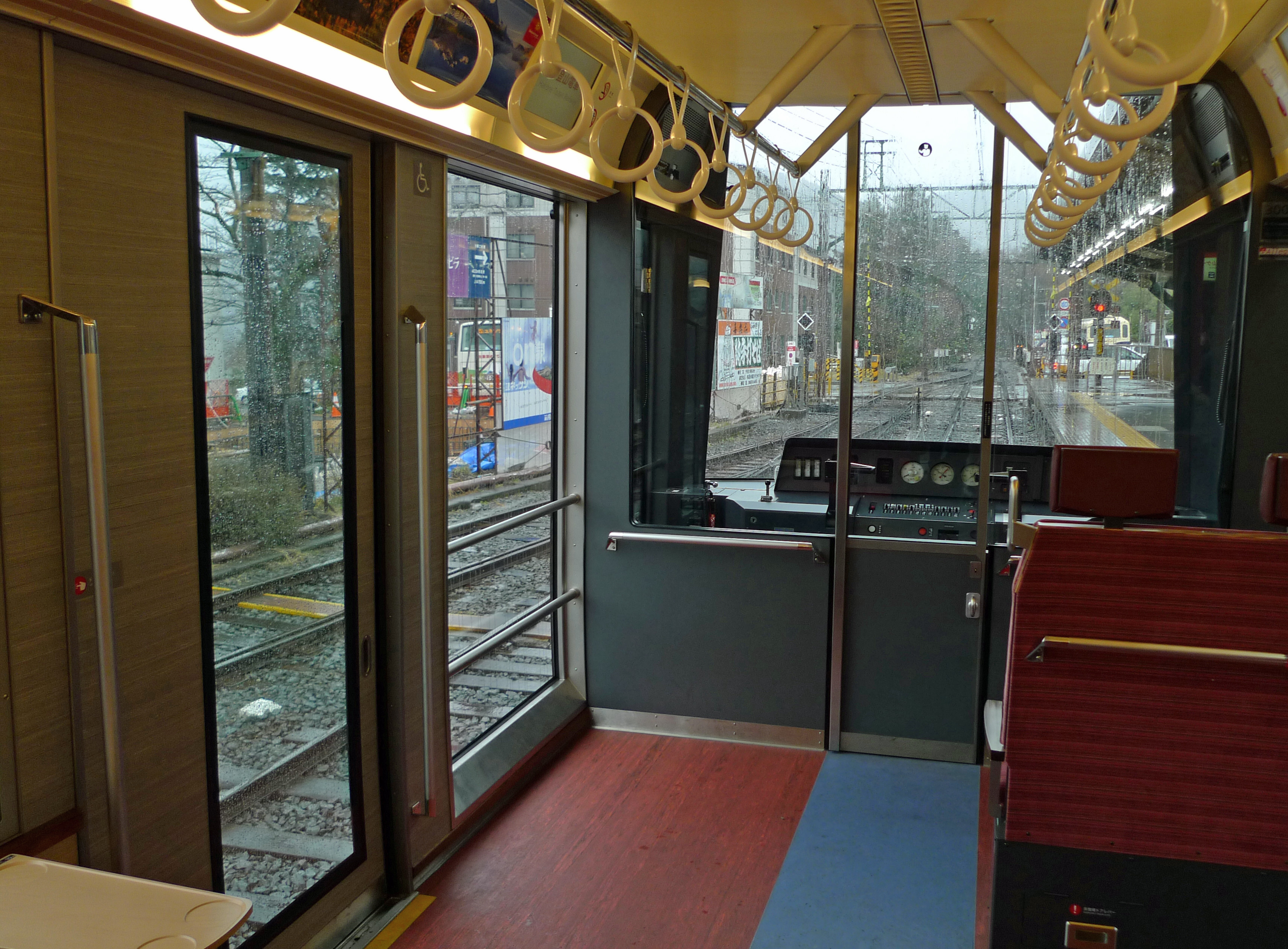
強羅側「展望ゾーン」の車椅子スペース
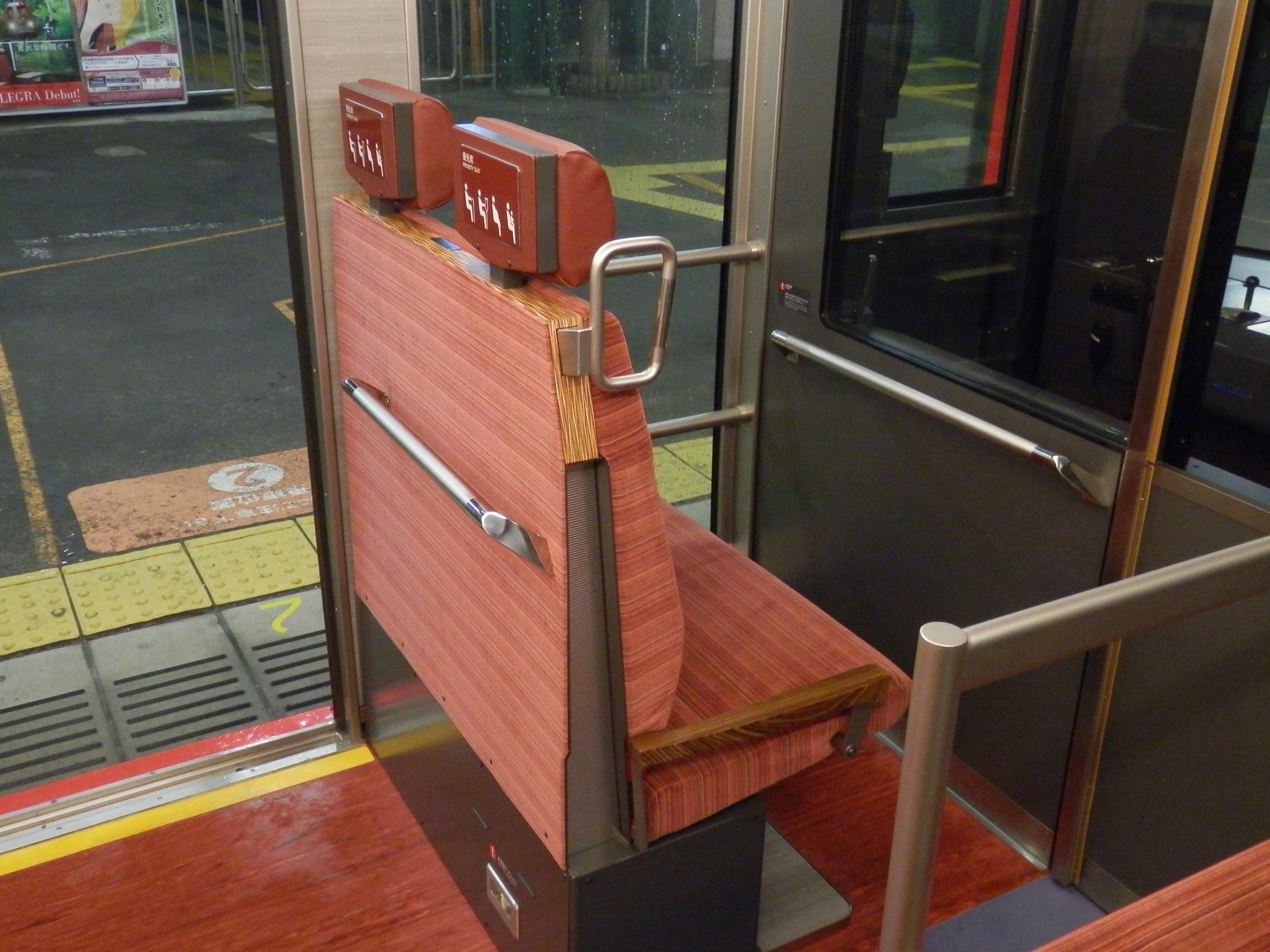
箱根湯本側「展望ゾーン」の優先席
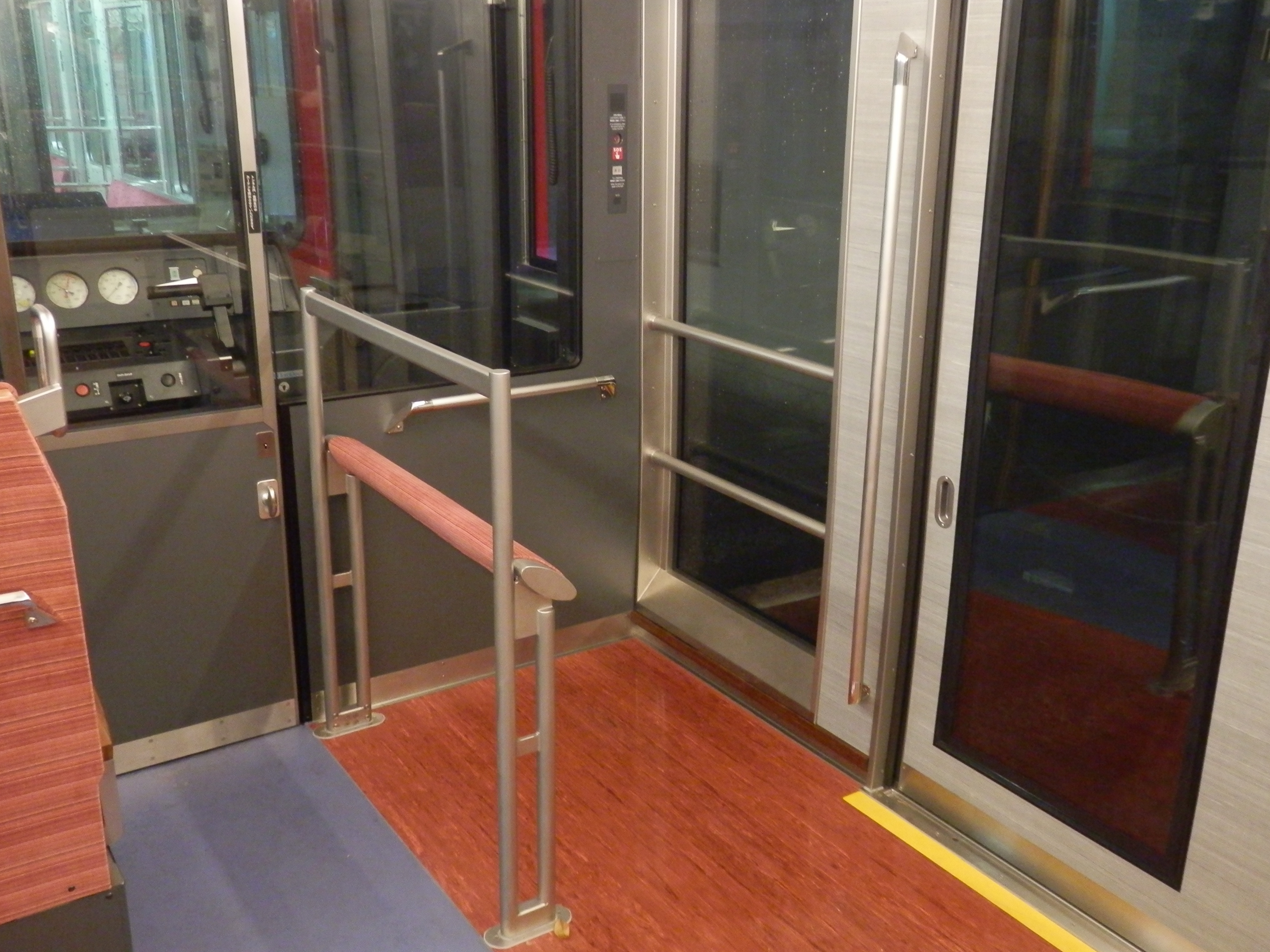
箱根湯本側「展望ゾーン」の腰掛つき手すり

### 主要機器

#### 乗務員室

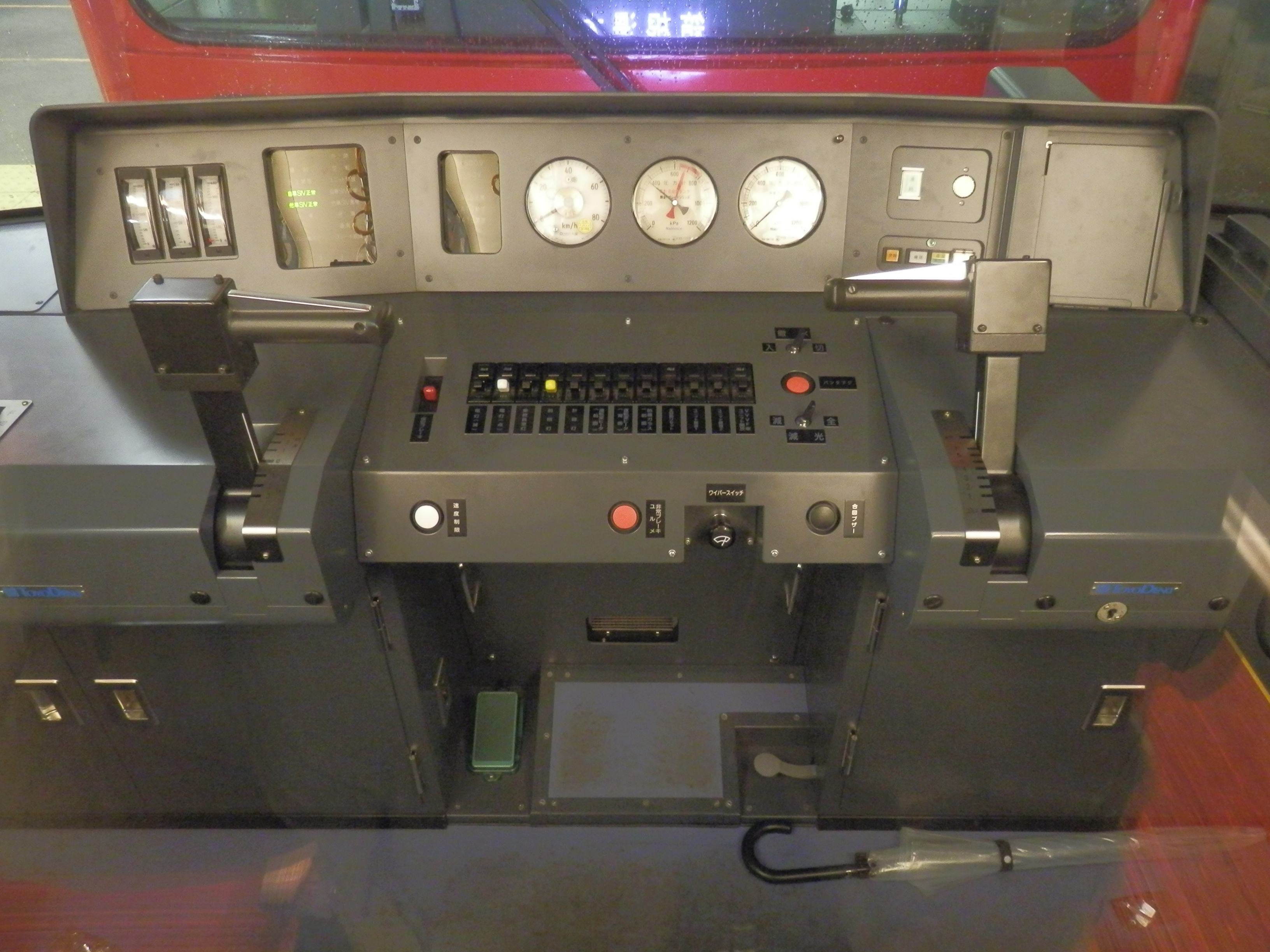
運転台

運転士が乗務する乗務員室（運転室）は、急曲線での前方視認性を確保するため、これまでの鉄道線車両と同様に中央運転台とした。客室からの運転台越しの展望を確保するため、機器は運転台コンソールや天井裏に格納し、客室から見える場所には必要最小限の機器のみ配置することとした。
運転台コンソールは、正面に速度計を配置し、右側には圧力計や乗務員との通話用の機器を、左側には各種表示灯と電圧計を配した。運転台は2ハンドル仕様で、左側のハンドルは主幹制御器と電気制動（マスコンハンドル）、右側のハンドルが制動制御器（ブレーキハンドル）で、いずれものハンドルにもデッドマン装置が搭載されており、どちらか片方のハンドルを握っていればデッドマン装置は動作しないようになっている。

#### 電装品・台車
車両性能は、鉄道線の最急勾配である80パーミルの勾配での均衡速度を20km/h以上とした。
制御方式は、IGBT2レベルPWM方式VVVFインバータ制御方式であるが、VVVFインバータ制御の採用は箱根登山鉄道の車両では初である。
主変換装置は東洋電機製造製のRG6025-A-M形VVVF/SIV装置を採用した。この装置は小型化のために主制御器用と補助電源用の機器を一体に集約した装置で、制御器部分は1台で2基の電動機の制御を行う (1C2M) ユニットを1群とし、これを2群で1台の機器とする方式で、補助電源部分の容量は40kVA（三相交流440V）である。主回路接続は2つの電動機を並列に接続する方式（永久2P）とした。また、VVVFインバータ制御車両のみで編成を組んだときに限って定速制御機能を有しており、設定された速度域で主幹制御器のハンドル位置を3から1に移行することにより、定速運転を行うことが可能である。
主電動機は東洋電機製造製のかご形三相誘導電動機であるTDK6060-A形を採用した。駆動方式はWN駆動方式である。
また、鉄道線の架線電圧は、小田原駅と箱根湯本駅の間が直流1,500V、箱根湯本駅と強羅駅の間は直流750Vであるため、箱根湯本駅構内にデッドセクションが設けられている。在来車両では手動で切り替えを行っており、「ベルニナ号」「サン・モリッツ号」では電圧検出継電器という装置を使用し、主回路や補助回路を自動的に切り替えできるようにしていたが、「アレグラ号」ではPWM制御で対応することによって、切り替え器そのものを省略した。
台車は半径30mの急曲線を通過するため、「ベルニナ号」「サン・モリッツ号」と同様に軸間距離1,800mmとした車輪径860mmの軸ばね式コイルばね台車である総合車両製作所のTS-330B形を採用した。

#### ブレーキ装置
ブレーキ（制動装置）は、回生ブレーキ・発電ブレーキ併用電気指令式電磁直通制動を採用した。回生ブレーキの採用は箱根登山鉄道では初の事例で、ブレーキ抵抗器による発電ブレーキを併用しており、回生ブレーキ優先でブレンディングする方式とした。また、常用ブレーキは台車ごとの制御とし、ブレーキ制御装置を2台搭載とすることによって、電気ブレーキと空気ブレーキの協調制御の容易化を図るとともに、冗長性を向上させている。基礎ブレーキ装置はクラスプ式（両抱え式）踏面ブレーキで、制輪子は鋳鉄製である。
これらのブレーキ装置とは別に、保安ブレーキとしてレール圧着ブレーキを装備した。

#### その他機器
集電装置（パンタグラフ）は屋根上に、箱根登山鉄道では初採用となるシングルアーム式パンタグラフのPT7169-A形を設置した。編成両端の連結器についてはD116形回り子式密着連結器を採用した。電動空気圧縮機 (CP) は、オイルフリースクロール方式のRC400D-I形を搭載した。
冷房装置は屋根上に26,000 kcal/hの能力を有するインバータ式冷房装置を1台搭載した。暖房装置は座席の下に設けたシーズヒーターと、冷房装置に内蔵したシーズヒーターを併用する。
このほか、箱根登山鉄道では急曲線で撒水を行うため、「アレグラ号」でも車端部に水タンクを設置した。

## 沿革

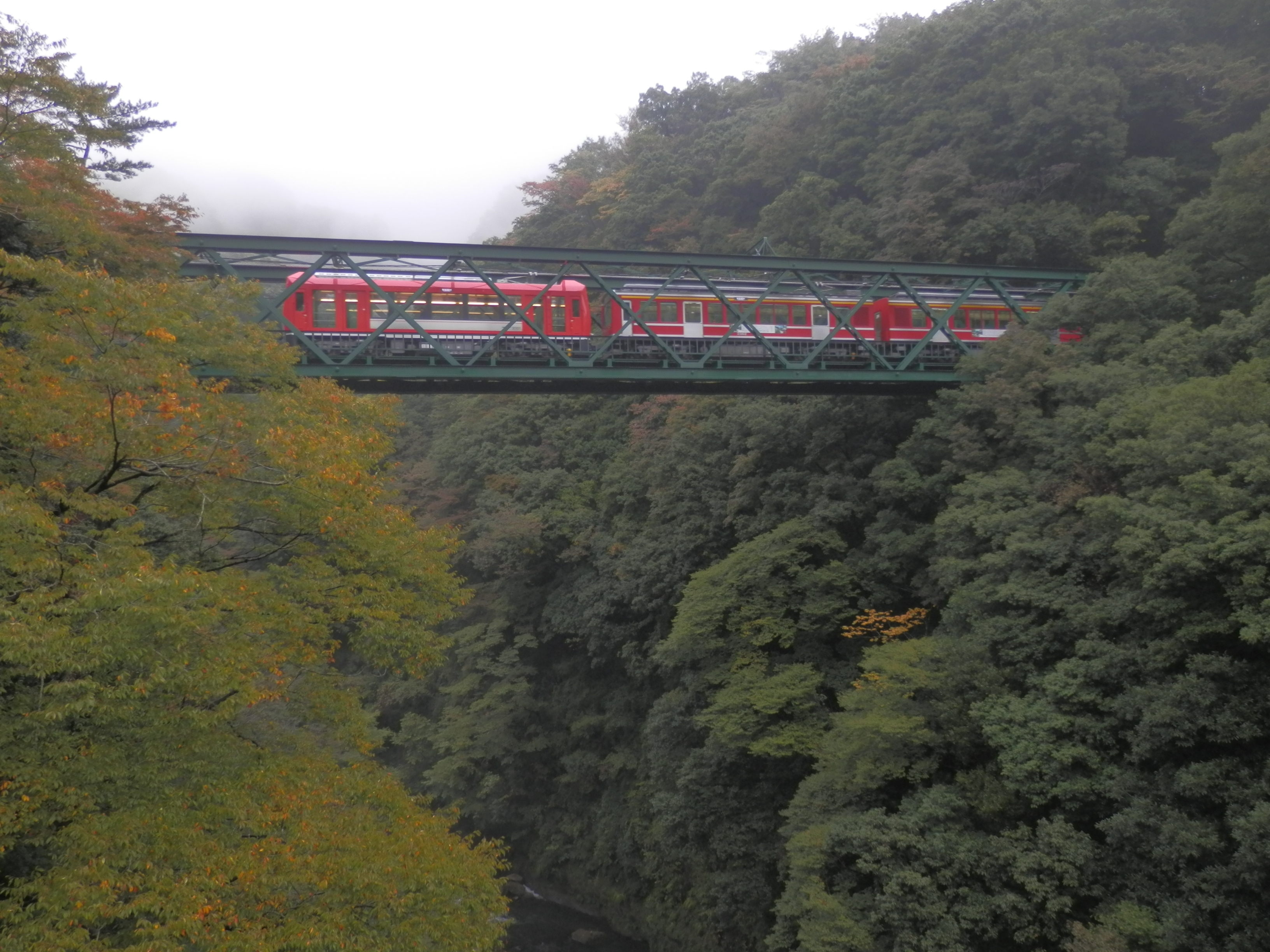
「サン・モリッツ号」と連結して早川橋梁を渡る「アレグラ号」

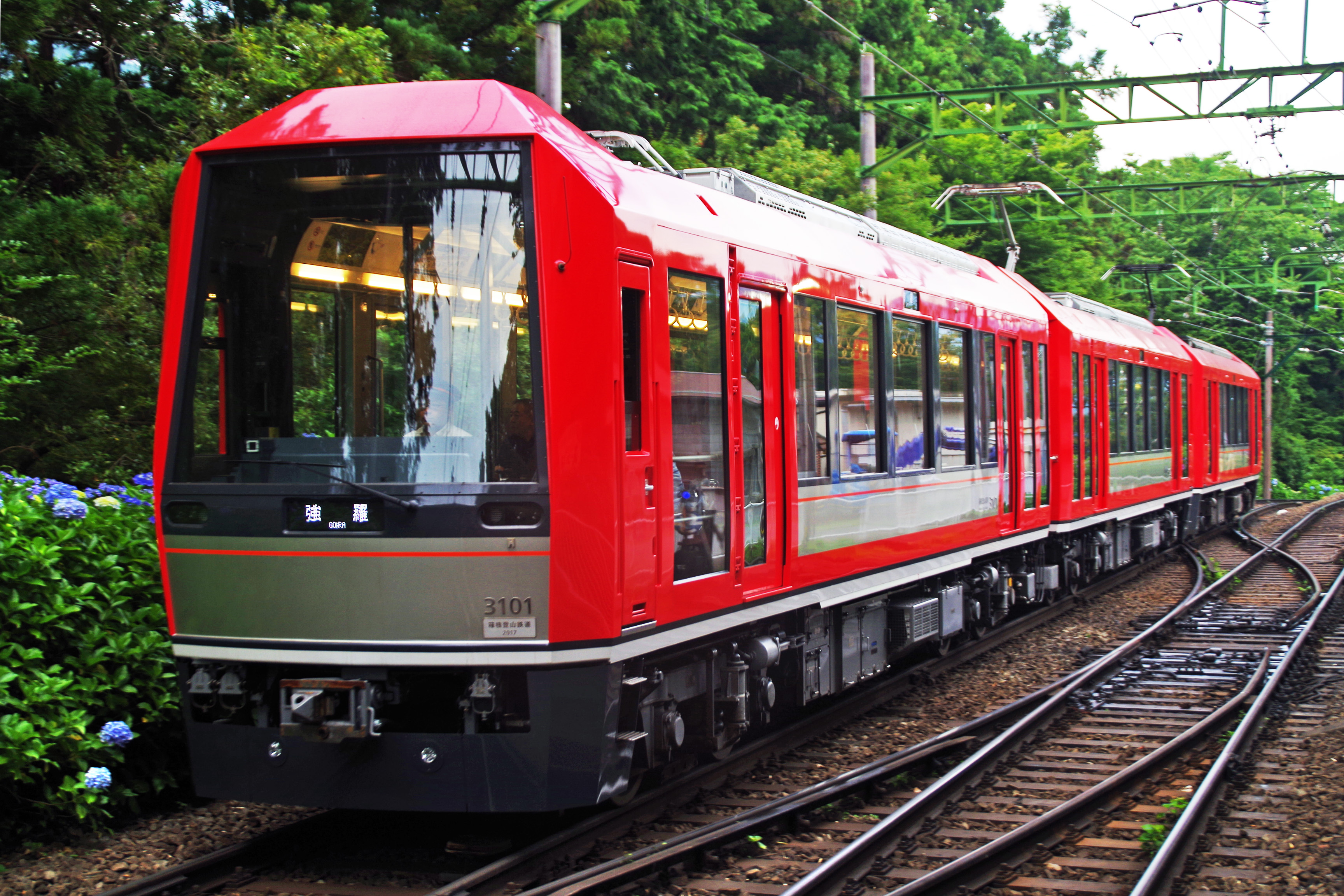
2017年5月にデビューした3100形2両と3000形1両による、アレグラ号の3両運転。

初号車となるクモハ3001は2014年4月12日に入線したが、入生田駅までは狭軌の線路であったため仮台車を装着した状態で輸送され、入生田駅構内で本来の台車への交換を行った。同年4月14日には報道公開が行われ、同年8月には2両目となるクモハ3002が入線した。同年8月29日には、愛称が「アレグラ号」と決定した。「アレグラ」とは、箱根登山鉄道と姉妹提携を行っているレーティッシュ鉄道の走るスイスのグラウビュンデン州で使用されているロマンシュ語の挨拶の1つである。レーティッシュ鉄道でもABe8/12形とABe4/16形の各電車に「アレグラ」の愛称を付与している。同年9月6日には、強羅駅で開催された「箱根親子鉄道展」においてクモハ3002が展示された。
2014年11月1日に運行された強羅駅10時18分発の特別列車から営業運行を開始した。今回導入の車両は増備車の位置づけである。
2015年には、2015年ローレル賞とグッドデザイン賞ベスト100を受賞した。
2016年12月5日には、3000形を片運転台・2両固定編成に設計変更した3100形2両×1編成導入することが発表され、2017年5月15日から営業運行を開始した。
2018年8月1日に、2019年5月に3000形2両と2020年に3100形2両×1編成をそれぞれ追加導入することが発表された。

## 編成表
凡例cMc …制御電動車、VVVF/SIV…制御装置・補助電源装置、CP…電動空気圧縮機、PT…集電装置

### 3000形
|          | ← 出山・上大平台/小田原・大平台・強羅 → |
| 形式     | クモハ3000                              |
| 区分     | cMc                                     |
| 車両番号 | 3001 3002 3003 3004                     |
| 自重     | 35.6t                                   |
| 搭載機器 | VVVF/SIV,CP,PT                          |
| 定員     | 75                                      |

### 3100形
|          | ← 出山・上大平台/小田原・大平台・強羅 → |                     |
| 形式     | クモハ3100                              | クモハ3200          |
| 区分     | cMc                                     | cMc                 |
| 車両番号 | 3101 3103                               | 3102 3104           |
| 自重     | 35.0t                                   | 35.0t               |
| 搭載機器 | VVVF/SIV,CP,PT                          | VVVF/SIV,CP,PT      |
| 定員     | 82 （座席収納時83）                     | 82 （座席収納時83） |